# Kanton Aix-en-Provence-2
Aix-en-Provence-2 is een kanton van het Franse departement Bouches-du-Rhône. Het kanton maakt deel uit van het arrondissement Aix-en-Provence. In 2018 telde het 69.906 inwoners.

Het kanton werd gevormd ingevolge het decreet van 27 februari 2014 met uitwerking op 22 maart 2015, met Aix-en-Provence als hoofdplaats.

## Gemeenten
Het kanton omvat enkel een zuidelijk deel van de gemeente Aix-en-Provence